# Three Days of the Condor
Three Days of the Condor (Los tres días del cóndor) es una película estadounidense de 1975 producida por Stanley Schneider y dirigida por Sydney Pollack. El guion, de Lorenzo Semple Jr. y David Rayfiel, fue adaptado de la novela de 1974 Six Days of the Condor, de James Grady.

## Sinopsis
Un estudioso investigador de la CIA descubre que todos sus compañeros de trabajo están muertos y debe seguir a los responsables hasta que descubra en quién puede confiar.

## Descripción
Un funcionario inofensivo de la CIA descubre con horror que todos sus compañeros de oficina han sido asesinados y que él será el siguiente. Interpretado por Robert Redford, Joseph Turner, de nombre clave Cóndor, intentará averiguar cuál es el motivo de que hayan matado a sus colegas y quieran matarlo también a él, cuando solamente se dedica a buscar mensajes codificados en revistas, periódicos y libros, pero sin tener ningún contacto directo con el mundo del espionaje. El protagonista es sometido a una serie de pruebas ante el espectador y comparte su angustia ante los sucesos que están teniendo lugar a su alrededor, que suceden a plena luz del día, en escenarios repletos de gente, acentuando la sensación de indefensión.
Max von Sydow interpreta al asesino que persigue al protagonista por la ciudad. Su personaje es una combinación de individuo anodino y frío criminal. Sus educadas maneras, su frialdad y su rostro inescrutable parecen representar la misma encarnación del peligro. En el polo contrario de la acción destaca Faye Dunaway, que es como la tabla de salvación precaria pero efectiva, en la situación de naufragio que vive el protagonista. La tensión se mantiene a lo largo del metraje de manera magistral. Al principio del film se revela al espectador la identidad del asesino pero no sus motivaciones que irá intentando descubrir al hilo de la huida del protagonista. El final se presenta abierto a la interpretación de cada espectador que tendrá que decidir cómo responder a la última pregunta planteada en el argumento. 
Para muchos esta es la mejor película tanto del director Sydney Pollack como del actor Robert Redford, que en esa época hicieron juntos una serie de películas destacables como Las aventuras de Jeremiah Johnson (1972), The Way We Were (1973) o Out of Africa (1985).

## Reparto
- Robert Redford: Joseph Turner
- Faye Dunaway: Kathy Hale
- Cliff Robertson: J. Higgins
- Max von Sydow: G. Joubert
- John Houseman: Wabash
- Russell Johnson: Oficial de inteligencia